# 지모토촌
지모토촌(千本村)은 시가현 이누카미군에 설치되었던 촌이다.